# وحيدات الخلية التلية الرملية
وحيدات الخلية التلية الرملية (الاسم العلمي: Collimonas arenae) هي نوع من البكتيريا، سلبية الغرام، تتبع جنس وحيدات الخلية التلية.